# Burt Schlubb
Burt Schlubb es un personaje ficticio de la novela gráfica Sin City de Frank Miller. En la película de 2005 está interpretado por Nick Offerman.

## Biografía
Shlubb aparece en el cuarto episodio de la serie, That Yellow Bastard. Es el principal responsable de la supervisión de Roark Junior con Douglas Klump mientras Roark Jr. viola y mata a Nancy Callahan. Pero el inspector Hartigan llega y Shlubb y Klump con un tubo de metal lo aturden.
Aparece de nuevo al final de la misma obra, se carga en esta ocasión con Klump de deshacerse del cuerpo de Hartigan, se cree que ha muerto a manos de Roark Jr. Pero sobrevivió y él golpea Shlubb antes de amenazar de muerte Klump, debe decirle dónde está Nancy Callahan y Klump le confiesa que Roark la ha secuestrado.
Sr. Shlubb también aparece en la quinta llamada Valores familiares. Hace una aparición fugaz y está sentado a una mesa en un restaurante en compañía de Sr. Klump. Dwight McCarthy les echa de menos y saludarlos. La pareja parecen temer a McCarthy.

## Apariciones en cómics
- That Yellow Bastard (1996)
- Family Values (1997)

## Cine
- (2005) Sin City interpretado por Nick Offerman.

- Datos: Q3884366